# Utriculofera muricolor
Utriculofera muricolor är en fjärilsart som beskrevs av Rothschild 1913. Utriculofera muricolor ingår i släktet Utriculofera och familjen björnspinnare. Inga underarter finns listade i Catalogue of Life.